# أتسوشي كازاما
أتسوشي كازاما (باليابانية: 風間淳) هو متسابق بياثل ياباني، ولد في 3 مارس 1964.

## وصلات خارجية
- أتسوشي كازاما على موقع IBU (الإنجليزية)
- أتسوشي كازاما على موقع أوليمبيديا (الإنجليزية)